# Оленин, Пётр Сергеевич
Пётр Серге́евич Оле́нин (16 февраля 1871, с. Истомино, Рязанская губерния, Российская империя — 28 января 1922, Петроград, РСФСР) — русский оперный певец (баритон) и режиссёр, мастер камерного и эстрадного исполнительства; ученик Фёдора Комиссаржевского, последователь Константина Станиславского.

## Биография
Двоюродный брат певицы М. Олениной-д’Альгейм (1869—1970) и композитора А. А. Оленина (1861—1944).
Одновременно учился на медицинском факультете Московского университета (окончил в 1895 году) и вокалу у А. Николаева, Д. Леоновой, К. Кржижановского и Ф. Комиссаржевского. Неоднократно участвовал в концертах Общества литературы и искусства, созданного Станиславским вместе с Ф. Комиссаржевским и художником Ф. Л. Соллогубом, где выступал в том числе с Л. Собиновым в любительском спектакле «Паяцы». В 1895 совершенствовался в Италии у М. Петца, М. Полли, в 1900 — у А. Маццоли. В 1897 с успехом дебютировал в партии Тонио («Паяцы») в Генуе, затем в партии Валентина («Фауст») в Специи, пел в Неаполе.
В 1898 дебютировал в партии Князя Игоря в московском Большом театре, однако в труппу не был принят. 24 ноября того же 1898 года успешно дебютировал в партии Онегина на сцене Московской частной русской оперы С. Мамонтова, до 1900 пел в Товариществе частной оперы (театр Солодовникова). В 1900–1903 и 1915–1918 солист Большого театра, в 1904–1915 — московской Оперы С. Зимина, 1907–1915 — главный режиссёр Оперы С. Зимина; в 1918 году перешёл из Большого театра в Мариинский, переехав с семьёй из Москвы в Петроград.
С большим успехом выступал также в опереттах; кроме того, исполнял куплеты на злободневные политические темы.
Скончался в Петрограде, был похоронен в Москве на Ваганьковском кладбище; могила утрачена.

### Семья
Мать — Анна Михайловна Оленина-Алянчикова, акушерка.
Жена (с 22.10.1895 по 1903 [развод]) — Мария Сергеевна Алексеева, младшая сестра К. С. Станиславского. Дети:
- Евгений (8 (20) июня 1897 — ?)[2]
- Сергей (30 сентября (12 октября) 1898 — ?)[2]
- Марина (2 (15) апреля 1901 — ?)[2].

Приёмный сын — Михаил Петрович Оленин (усыновлён из еврейской семьи Лейзеровичей, получил отчество и фамилию от П. С. Оленина) — скульптор.
Жена (с 1905) — Софья Васильевна Фёдорова, балерина Большого театра.

## Творчество
Оленин — как рыба в воде на сцене, живёт на ней, не может себя вне её представить. Что ни партия — характерная фигура, обдуманная, прочувствованная до мельчайших деталей. Оленин одинаково хорош и в комедии, и в драме, в любых исторических эпохах и стилях. Нигде он не затеряется, ничем не смутится, во все готов всегда вложить всю душу, весь темперамент. Поэтому-то Оленин всегда колоритен, и многое, созданное им, запоминается неизгладимо… Оленин — это избранник природы, щедро ею отмеченный человек.— Кругликов С. // Новости дня. — 1904, 20 янв.

### Опера и оперетта
Кальвейгштейн, первый исполнитель («Мадемуазель Фифи»), Кочетов («Скоморох»); Дюнуа («Орлеанская дева»), Рангони и Варлаам («Борис Годунов», редакция и инструментовка Н. Римского-Корсакова), Бургомистр («Царь и плотник»), Судья («Вертер»), Леско («Манон Леско»); Каскар («Заза»); Фарлаф («Руслан и Людмила»), Петр («Вражья сила»), Писарь («Майская ночь»), Томский («Пиковая дама»), Вязьминский, Кочубей («Мазепа» П. Чайковского), Мизгирь («Снегурочка»), Грязной, Зай-Санг, Сен-Бри, Нилаканта, Эскамилио («Кармен»), Тонио, Тельрамунд и т. д.

### Камерный репертуар
Произведения М. Глинки, М. Балакирева, А. Бородина, П. Чайковского, А. Гречанинова, романсы М. Мусоргского, А. Даргомыжского, Ц. Кюи, русские народные песни. Принял участие в 32 концертах Кружка любителей русской музыки.
Записывался на грампластинки (8 произведений) в Петербурге («Пате», 1912).

### Режиссура
Как режиссёр формировался под влиянием принципов Станиславского и МХАТа. В 1907—1915 годах главный режиссёр и художественный руководитель Оперы С. Зимина. В 1915—1918 режиссёр московского Большого театра (с 1916 управляющий труппы), в 1918—1921 — режиссёр петроградского ГАТОБа (с 1921 управляющий оперной труппы), в 1921 — Государственного академического театра комической оперы (ГАТКО). В 1917 основал в Москве театр «Алтар» («Малая опера»).
Первые же постановки наметили путь к реалистической реформе оперного театра — «Орлеанская дева» (1907), «Борис Годунов», «Кащей бессмертный» (1908), «Скоморох» (1908, первая постановка), «Золотой петушок» (1909, первая постановка), «Нюрнбергские мейстерзингеры» (1909), «Измена» (1910), «Снегурочка» и «Хованщина» (1910), «Луиза» (1911), «Чио-Чио-сан» (1911, в Москве), «Сестра Беатриса» А. Гречанинова (1912), «Садко», «Купец Калашников» (1912), «Дни нашей жизни» (1913), «Млада» (1913), «Капитанская дочка» (1914), «Руфь» Ипполитова-Иванова (1915); «Девушка с Запада» (1913), «Дон Жуан» (1913), «Аскольдова могила» (1914), «Хирургия» (1915), «Мельник — колдун, обманщик и сват» М. Соколовского, оркестровка Е. Букке (1915), «Гугеноты» (1915), «Оле из Нордланда» (1916); «Царская невеста» (1916), «Сказание о невидимом граде Китеже и деве Февронии» (сезон 1916/17), «Дон Карлос» (1917), «Алеко» С. Рахманинова, «Ёлка», «Вертер», «Рафаэль», «Кармен» (в авторской редакции, вокальные сцены чередовались с драматическими диалогами).

## Сочинение
- Отчего перевелась песня на Святой Руси… // Вятские губернские ведомости. — 1903. — Прилож. к № 75.